# Vrh nad Škrbino
Il Vrh nad Škrbino con 2.054 m s.l.m. è una cima della Catena Nero-Tolminski Kuk-Rodica.